# Вайль, Борис Борисович
Борис Борисович Вайль (19 февраля 1939, Курск — 9 ноября 2010, Копенгаген) — советский и российский писатель-диссидент, участник правозащитного движения в СССР, политзаключённый.

## Биография
Родился в Курске.
Впервые осуждён в 18 лет (1957) за участие в подпольной марксистской организации по одному делу с Р. Пименовым к 6 годам лишения свободы. Во время допроса на очную ставку был вызван Юрий Эдельштейн; воспоминания о Борисе Вайле Эдельштейн излагает в своей аудиокниге «Право на правду» 2017 г. Находясь в ИТЛ, участвовал в создании подпольного «Гражданского союза» (Грасо). В 1959 году новый суд, приговор 7 лет лишения свободы — за написание листовок в пересыльной тюрьме и их распространение. В лагере 385/10 в Мордовии заболел туберкулёзом.
26 сентября 1965 — освобождение из лагеря. Возвращение в Курск. Женитьба, с будущей женой Людмилой познакомился по переписке, находясь в лагере. Работал в кукольном театре Курска. Учился заочно на факультете русского языка и литературы Курского педагогического института.
22 октября 1970 вновь осуждён, за распространение самиздата (вместе с Р. Пименовым и В. Зиновьевой) Калужским областным судом по 190-1 УК РСФСР за распространение самиздата — 5 лет ссылки. Политический процесс сопровождался демонстрацией сочувствия к подсудимым со стороны нескольких десятков съехавшихся в Калугу из Москвы и Ленинграда друзей, знакомых и просто свободомыслящих (в том числе академика А. Д. Сахарова и Елены Боннэр, которые познакомились на этом процессе), а также некоторых калужан.
Всего в заключении и ссылке провёл 13 лет. Отбывал ссылку в Тюменской области, работал на стройке, на винзаводе.
В октябре 1977 года выехал в Вену, выступал на конгрессе леворадикальной организации «Манифесто» в Венеции. В 1978 году переехал в Данию. Работал библиографом в Королевской библиотеке в Копенгагене.
Автор биографической книги «Особо опасный», впервые опубликованной в России в 90-е годы. Статьи и рецензии печатались в журналах «Континент», «Форум», «Страна и мир», в парижской «Русской мысли». Широко публиковался в скандинавской и в российской печати.